# 청천역
청천역(Cheongcheon station, 淸泉驛)은 경상북도 경산시 하양읍 청천리에 위치한 대구선의 철도역이다.
하루에 통근열차가 양 방향 1일 2회 정차하였으나, 2008년 1월 1일부로 포항행 통근열차가 폐지되면서 여객 취급이 중지되었다. 주변에는 정유사들의 저유소가 많아, 유류 화물을 담당한 적이 있었다.
현재 이 역 남쪽으로 대구 도시철도 1호선이 폐선된 대구선 선로를 활용하여 안심역에서 하양역까지 도시철도 선로가 지어졌다.
이 역 서측에서는 공군용 선로가(K2인입선이) 분기한다.

## 연혁
- 1917년 12월 24일 : 대구선 개통과 함께 보통역으로 영업 개시[1]
- 1936년 10월 6일 : 배치간이역으로 격하
- 1938년 7월 1일 : 표준궤로 개량과 동시에 구 역사 준공[2]
- 1959년 9월 18일 : 보통역으로 승격[3]
- 1977년 5월 1일 : 화물 취급 중지[4]
- 1977년 5월 16일 : 수소화물 취급 중지[5]
- 1984년 8월 13일 : 전용선 화물 착·발 열차에 한정되어 화물 취급 재개[6]
- 1993년 4월 15일 : 여객 취급 중지
- 1997년 5월 1일 : 전용선 화물 한정 화물 취급 지정[7]
- 2001년(추정): 청천역 신역사로 이전
- 2005년 11월 1일 : 대구선 이설
- 2008년 1월 1일 : 전 여객열차 통과
- 2018년 7월 16일 : 금강 ~ 하양 구간 운행선을 개량선으로 변경
- 2019년 5월 15일 : 화물취급 중지[8]